# Meczet Naziresha w Elbasanie
Meczet Naziresha w Elbasanie (alb. Xhamia e Nazireshës) – meczet w Elbasanie, w Albanii. Budowę meczetu zakończono w 1599, powstał z inicjatywy urzędnika osmańskiego, który nazwał świątynię imieniem swojej żony.
Meczet został wzniesiony pod koniec XVI w., w stylu sułtańskim, z kopułą i minaretem. Wyróżnia się oryginalnym kształtem minaretu i sali modlitewnej. Salę modlitewną, zbudowaną na planie kwadratu o boku 10,7 m, oświetla pięć okien w dwóch rzędach. Przed wejściem znajduje się portyk, pokryty drewnianym dachem. Podłoga wyłożona jest wielokątnymi płytkami ceramicznymi.
W 1920 w wyniku trzęsienia ziemi meczet został poważnie uszkodzony (zniszczeniu uległa górna część minaretu i dach świątyni). 25 maja 1948 roku obiekt został wpisany na listę religijnych zabytków kulturowych Albanii (Objekte fetare me statusin Monument Kulture). Status obiektu zabytkowego został potwierdzony w 1971.
Naziresha był jedynym meczetem Elbasanu, który przetrwał w stanie nienaruszonym okres ateizacji (1967–1990). Pozostałe cztery meczety zostały zniszczone.
W 2006 rekonstrukcję meczetu wsparły kwotą 300 tysięcy leków władze Turcji.

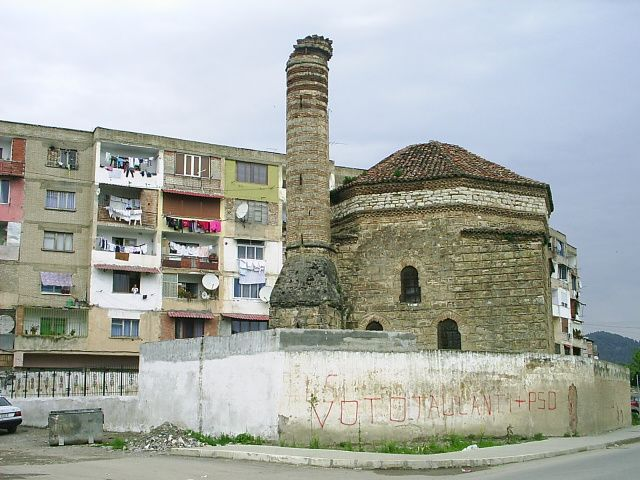
Meczet przed renowacją (2006)

Meczet znajduje się w południowej części miasta, przy obwodnicy, w odległości ok. 1100 m od centrum. Świątynia zajmuje powierzchnię 115 m², sala modlitewna wznosi się na wysokość 8,70 m, zaś minaret sięga 14,2 m.